# Walter Tennyson Swingle
Walter Tennyson Swingle (Canaan, Pensilvânia, 8 de janeiro de 1871 – 19 de janeiro de 1952) foi um botânico e agrônomo norte-americano.